# Бранко Гьорчев
Бранко Александров Гьорчев (на македонска литературна норма: Бранко Ѓорчев) е театрелен и филмов актьор от Република Македония.

## Биография
Бранко Гьорчев е роден през 1962 година в Неготино, тогава в Югославия. Баща му Александър Гьорчев - Аце (1933 - 1993) е също филмов и театрален актьор, на него е кръстен културния център в Неготино. През 1986 година Бранко Гьорчев се дипломира във Факултета за драматични изкуства на Скопския университет в класа на проф. Вукан Диневски. От 1987 година играе в скопския Драматичен театър и започва да се снима в киното. Директор е на скопския Драматичен театър в периода 2000 – 2002 година и 2006 – 2013 година. Умира на 23 февруари 2013 година в Скопие след тежко боледуване.
Носител е на наградите „Златна Маска“ за 2000 година от международния театрален фестивал „Охридско лято“, „Най-добър актьор в Република Македония“ за 1990 година, както и държавното отличие на Република Македония „Св. Климент Охридски“ за приносите му в сферата на културата.

## Филмография
- Случки от животот (1985)
- Звездите на 42-та (1987)
- Пикасо (1987)
- Тврдокорни (1989)
- Македония може (1991)
- Бог да ги убие шпионите (1993)
- Во светот на байките (1995)
- Салон Хармони (1998)
- Каца (1999)
- Погрешно време (2001 – 2002)
- Заведени (2001)
- Вампирджия (2002
- Подгряване на вчерашния обед (2002)
- Време за плаченье (2003)
- Волци (2003)
- Остани исправен (2005)
- Американецот (2006)
- Стапица (2007)
- Досие – К (2007)
- От денес за утре (2010)
- До балчак (2013)